# Onthophagus conradti
Onthophagus conradti là một loài bọ cánh cứng trong họ Bọ hung (Scarabaeidae).